# Antoine Bernier
Antoine Bernier (Dinant, 10 settembre 1997) è un calciatore belga, attaccante dello Charleroi.

## Caratteristiche tecniche
È un'ala sinistra.

## Carriera
Ha esordito nelle coppe europee il 30 luglio 2019 disputando con il F91 Dudelange l'incontro di qualificazione di UEFA Europa League pareggiato 1-1 contro lo Škendija.